# Nicht gesellschaftsfähig
Nicht gesellschaftsfähig (auch: Misfits – Nicht gesellschaftsfähig, Originaltitel: The Misfits, englisch für „Die Außenseiter“) ist ein US-amerikanischer Western von John Huston aus dem Jahr 1961. Das Drehbuch schrieb Arthur Miller. Die Hauptrollen um Menschen, die sich nicht in die Gesellschaft integrieren wollen, spielten Marilyn Monroe, Clark Gable und Montgomery Clift. Dies ist zugleich der letzte fertiggestellte Film mit Marilyn Monroe und Clark Gable.

## Handlung
Die Tänzerin Roslyn lässt sich in Reno scheiden, da sie sich von ihrem Leben größere Abwechslung und tieferen Sinn erhofft. Sie trifft den Teilzeit-Mechaniker Guido, der ihr wiederum den Cowboy Gay vorstellt. Zusammen mit Roslyns Freundin Isabelle verbringen sie einige Tage in Guidos Haus, das dieser nach dem Tod seiner Ehefrau halbfertig stehen ließ. Die beiden Männer beginnen, um die junge Frau zu werben. Roslyn und Gaylord finden schließlich zusammen und leben im unfertigen Haus Guidos. Die beiden Männer beschließen, Wildpferde zu fangen, um sie zu verkaufen. Auf der Suche nach einem dritten Mann treffen sie den Rodeoreiter Perce, der sich ihnen anschließt und sich ebenfalls in Roslyn verliebt. Als Roslyn zu ihrem Entsetzen erfährt, dass die Pferde zu Hundefutter verarbeitet werden sollen, und die Gruppe auch nur sechs Tiere  findet, darunter ein Fohlen, schlägt der ursprünglich romantische Ausflug um in eine Konfrontation der unterschiedlichen Charaktere. Roslyns Widerspruch macht die Männer nachdenklich, wobei sie sich eingestehen müssen, dass sie einer schäbigen Arbeit nachgehen. Perce befreit schließlich die Tiere. Gaylord entscheidet sich, dass unstete Leben aufzugeben. Roslyn, die ihn erst verlassen wollte, bleibt bei ihm.

## Figuren
Alle fünf Protagonisten fühlen sich von ihren Mitmenschen isoliert. Dieses Gefühl eint sie für kurze Zeit und spiegelt ihnen eine emotionale Nähe vor, die nicht besteht. Deshalb verlässt Isabelle die Gruppe auch schnell wieder. Sie trifft ihren Ex-Ehemann, den sie immer noch liebt, und dessen jetzige Ehefrau. Das Paar hat eine funktionierende Beziehung. Isabelle – sie war schon mehrmals verheiratet – erkennt, dass sie dort eine Nähe und Wärme findet, die ihr Halt geben kann. Sie schließt sich wieder der Gesellschaft an und muss ihre Bekannten deswegen verlassen.
Roslyn sehnt sich nach mehr Respekt und einem Sinn in ihrem Leben. Sie arbeitete als Tänzerin, wurde von den Männern aber nicht mehr als Mensch wahrgenommen. Sie möchte aber gerade als Person akzeptiert und geschätzt werden und fordert es auch ein. Als die Männer die Pferde zum Töten fangen, schreit sie ihnen ihre Meinung ins Gesicht. Roslyn schätzt die Rauheit der Natur und kann sich kein Leben mit der Lohntüte vorstellen, sie erkennt aber auch die Chancen, die die sich verändernde Welt bietet. Sie ist ein Individuum, ohne sich von den Mitmenschen abgrenzen zu müssen.
Demgegenüber gefallen sich die Männer in ihrer Haltung als Einzelgänger, deren Individualität von einer Gesellschaft voller Angestellter nicht mehr anerkannt wird. Sie haben eine Vorstellung von der Welt und können andere Seiten nicht mehr erkennen.
Guido, der Pilot im Zweiten Weltkrieg war, verlässt seinen Job als Mechaniker bei der ersten sich bietenden Gelegenheit und will mit Gay beruflich Wildpferde jagen. Er gibt sich als netter, verständnisvoller Kumpel, aber nur, solange es seinen Zielen nützt. Im Grunde verachtet er die Frauen und macht seine Frau dafür verantwortlich, dass sie in ihrer Ehe unzufrieden war.
Perce treibt sich als Rodeoreiter herum, weil seine Mutter einen neuen Mann geheiratet hat und seine Stellung als Erbe der Ranch infrage gestellt wurde. Er sucht die körperliche Herausforderung beim Rodeo, da er menschliche Konflikte scheut. Auch er lehnt Guidos und Gays Plan wegen der Tiere ab, hilft ihnen aber trotzdem und versucht später, die Tiere wieder zu befreien und mit Roslyn zu fliehen. 
Gay, der Cowboy, hat noch die Zeiten erlebt, als die Pferde zu Zuchtzwecken gefangen wurden. Für ihn stellt das Fangen der Tiere eine sportliche Herausforderung dar. Seine beiden Kinder – die Tochter ist in Roslyns Alter – sieht er nur einmal im Jahr, aber sie haben längst das Vertrauen in ihn verloren. Als er sie anlässlich einer Rodeoveranstaltung trifft und sie kurz verlässt, um sie Roslyn vorzustellen, sind sie danach verschwunden. Dann bricht seine gespielte Zuversicht erstmals zusammen. Er sagt zwar, das ganze Land sei seine Heimat, aber sie nutzt ihm nichts ohne eine Frau, mit der er es teilen kann. Mit Energie stürzt er sich in seine Schwärmerei für Roslyn. Dennoch vermag sie nicht, ihn daran zu hindern, die Tiere zu fangen. Am Ende erkennt er, dass das Leben, das er bisher führte, vorbei ist und er sich dem modernen Zeitalter, das Roslyn verkörpert, nicht verschließen kann. Deshalb hat ihre Beziehung eine Chance.

## Hintergrund
Monroe spielte im Film nicht wie so oft eine naive Blondine, sondern eine psychologisch glaubwürdige und moderne Frau. In wenigen anderen Filmen wie Versuchung auf 809, Niagara und Bus Stop konnte sie bereits beweisen, dass sie auch das schwierige Charakterfach beherrschte. Dass sie dazu in Nicht gesellschaftsfähig ihre beste Gelegenheit bekam, lag besonders an der Mitarbeit des renommierten Dramatikers Arthur Miller. Monroe war mit Miller verheiratet. Die Ehe zerbrach während der Dreharbeiten, die sich schwierig gestalteten. Wie schon im Film zuvor – der äußerst erfolgreichen Filmkomödie Manche mögen’s heiß unter der Regie von Billy Wilder – verzögerte Marilyn Monroe durch spätes Erscheinen bzw. Nichterscheinen immer wieder die Dreharbeiten. Diese nerven- und geldzehrende Unpünktlichkeit war bedingt durch ihre starken Selbstzweifel betreffs ihrer Schauspielkunst und die immer stärker werdende Abhängigkeit von beruhigenden Schlaftabletten (Barbituraten) sowie ihrer Schauspiellehrerin Paula Strasberg, Ehefrau von Lee Strasberg. Zugleich führte dieses Verhalten zur endgültigen Entfremdung zwischen ihr und Arthur Miller. Um den Film zu retten, veranlasste der Regisseur John Huston, dass Marilyn Monroe zum Entzug unter Aufsicht ihres Analytikers in eine Privatklinik nach Los Angeles gebracht wurde. Nach zehn Tagen Unterbrechung wurde dann der Film erfolgreich zu Ende gedreht. Übrigens verhielt sich der wegen seiner Alkoholsucht berüchtigt unzuverlässige Montgomery Clift während der gesamten Dreharbeiten überraschend diszipliniert.

## Synchronisation
Die deutsche Synchronfassung entstand 1961 bei der Ultra Film Synchron GmbH in Berlin.
| Rolle               | Schauspieler     | Dt. Synchronstimme    |
| ------------------- | ---------------- | --------------------- |
| Gay Langland        | Clark Gable      | Siegfried Schürenberg |
| Roslyn Taber        | Marilyn Monroe   | Margot Leonard        |
| Perce Howland       | Montgomery Clift | Paul Edwin Roth       |
| Guido               | Eli Wallach      | Heinz Drache          |
| Isabelle Stevens    | Thelma Ritter    | Alice Treff           |
| Fletchers Großvater | James Barton     | Eduard Wandrey        |

## Kritiken
„Nach einer langen Dürreperiode, was wirklich amerikanische Filme betrifft, gibt es jetzt Grund zur Freude, denn The Misfits ist so durch und durch amerikanisch, dass niemand außer einem Amerikaner ihn gemacht haben könnte. Um ehrlich zu sein: Ich bin nicht sicher, ob ihn überhaupt jemand gemacht haben könnte außer John Huston nach einem Original-Drehbuch von Arthur Miller, und es ist kaum anzunehmen, dass Miller es ohne Marilyn Monroe geschrieben haben könnte. Da gibt es Sätze, bei denen man spürt, dass Miss Monroe selbst sie einmal gesagt haben muss… In dieser Zeit, in der Sex und Gewalt dermaßen ausgebeutet werden, dass unsere Gefühle Gefahr laufen, eingeschläfert zu werden, ist hier ein Film, in dem beide Aspekte eine ebenso starke Rolle spielen wie in der Wirklichkeit, aber nie um ihrer selbst willen ausgeschlachtet werden. Miss Monroe besitzt auch hier ihren eigenen Zauber, wird uns aber nicht als lebendes Pin-up-Girl in hautenger Seide vor die Nase gesetzt. Und wer wollte bestreiten, dass die Schauspieler in diesem Film Spitzenleistungen vollbringen? Man vergisst, dass sie ihre Figuren nur darstellen und nicht sind, was sie spielen.“

„Ein abenteuerlicher Hymnus auf gefühlsgetragenen Lebensglauben, zugleich eine Reflexion über die Zerstörung von Freiheiten in der modernen US-Gesellschaft. Dabei klaffen Bilder und Dialoge oft auseinander, so dass das Thema mitunter seltsam aufgesetzt wirkt. Dennoch ein sehr interessanter, glänzend gespielter und inszenierter Film nach einem Originaldrehbuch des Dramatikers und damaligen Monroe-Ehemannes Arthur Miller.“

„Mit ‚Misfits‘ kündigte sich für Marilyn Monroe ein Wechsel ins Charakterfach an, und ihr damaliger Ehemann, der Dramatiker Arthur Miller, hatte ihr nach einer eigenen Kurzgeschichte die attraktive Rolle auf den Leib geschrieben. Dramatischer Höhepunkt des Films ist allerdings die Sequenz mit der Pferdejagd.“

## Auszeichnungen
- Directors Guild of America: Nominierung für John Huston als Bester Regisseur